# Taunus
De Taunus is een middelgebergte in de Duitse deelstaat Hessen, behorend tot het Rijnlands Leisteenplateau. Het wordt begrensd door de Rijn in het westen, de Wetterau in het oosten (als onderdeel van de Hessische slenk, een uitloper van de Boven-Rijnslenk), de rivier de Lahn in het noorden en de rivier de Main in het zuiden. De hoogste berg van de Taunus is de Großer Feldberg met 878,5 meter. Een andere prominente top is de Altkönig met 798 meter. Aan de westkant van de Rijn wordt het gebergte voortgezet met de Hunsrück.
De Taunus ligt bestuurlijk in de volgende districten: Hochtaunuskreis, Limburg-Weilburg, Lahn-Dill-Kreis, Main-Taunus-Kreis, Rheingau-Taunus-Kreis en het Rhein-Lahn-Kreis. In het centrum ligt het Natuurpark Hochtaunus.
De Taunus is bekend om zijn bronnen. Als gevolg van de bronnen zijn er veel kuuroorden in het gebied. Sinds vele eeuwen zoeken toeristen de geneeskracht van de bronnen, waardoor er badplaatsen zijn ontstaan als Bad Homburg vor der Höhe en Königstein. De grootste stad in de Taunus, Wiesbaden, was in de 19e eeuw een van de belangrijkste toeristencentra, waar welgestelden uit heel Europa kwamen kuren. Het koolzuurhoudende mineraalwater Selterswasser vindt zijn oorsprong in de gemeente Selters, dicht bij Limburg an der Lahn. De naam Selterswasser of 'Aqua Seltzer' is evenals bijvoorbeeld spa een soortnaam voor een bepaald type mineraalwater geworden. Het werd vanaf het eind van de 16e eeuw in grote hoeveelheden in stenen kruiken geëxporteerd.

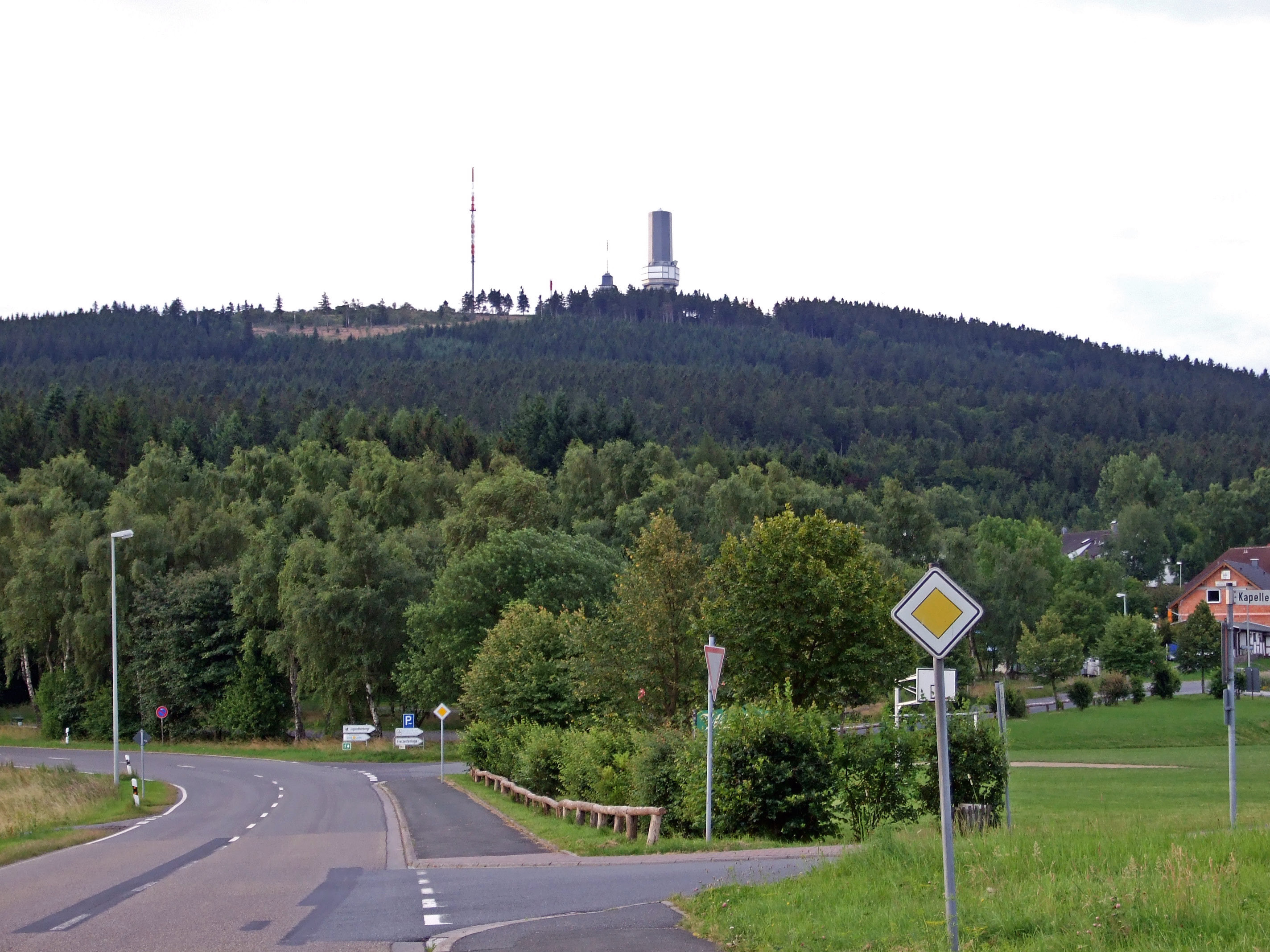
De Großer Feldberg, hoogste punt van de Taunus
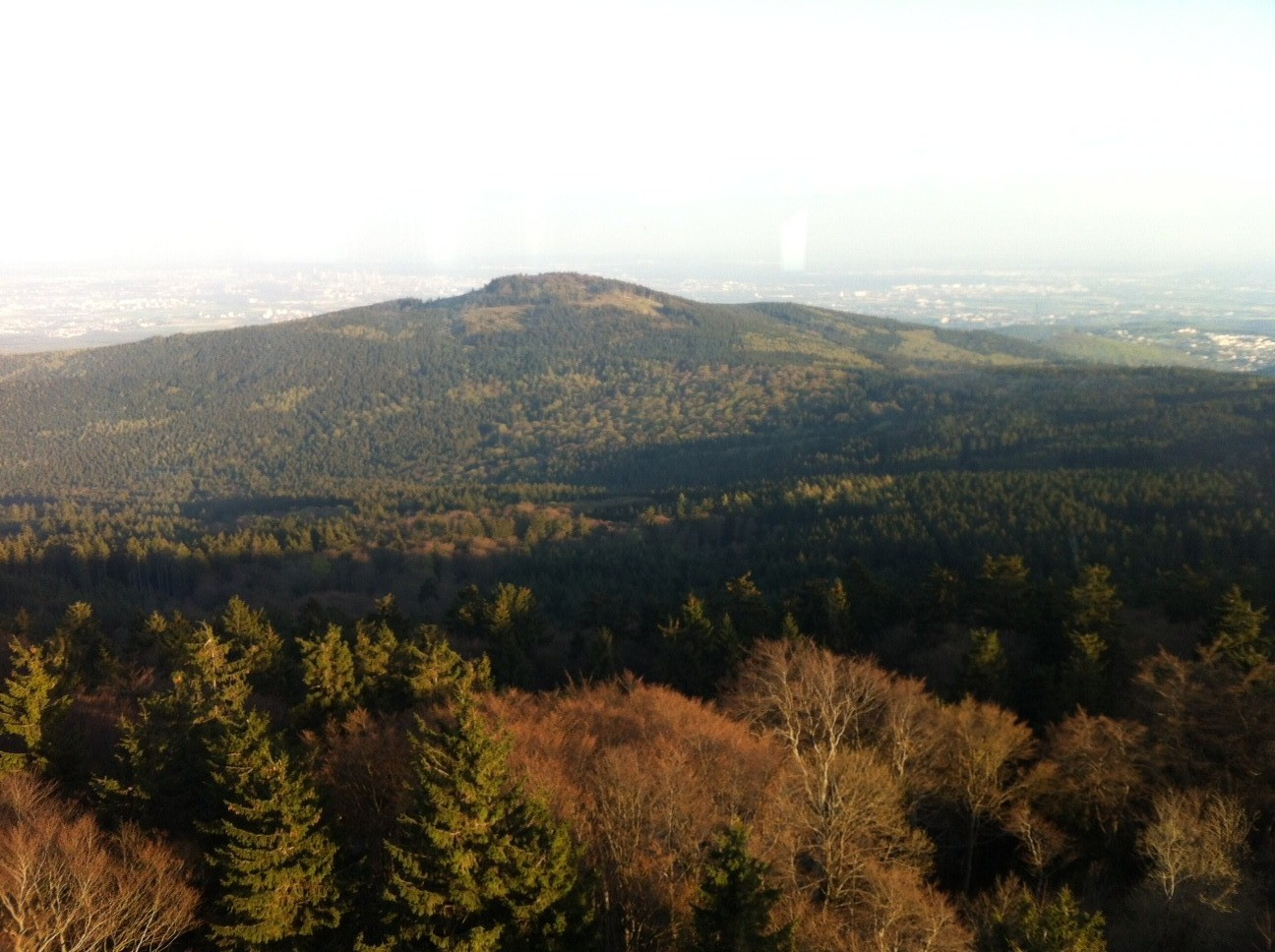
Uitzicht op de Altkönig vanaf het uitzichtpunt op de Großer Feldberg
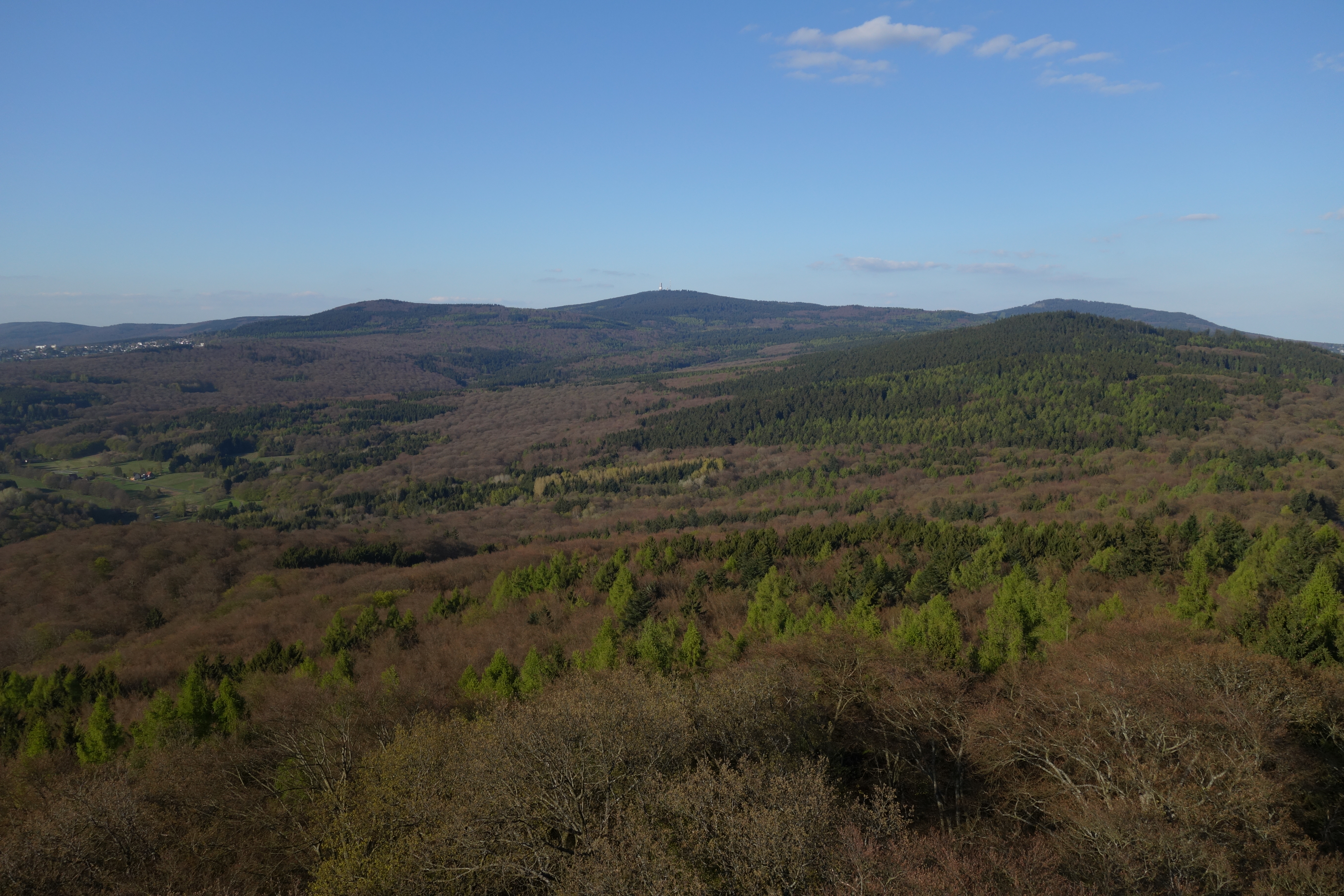
Taunusbergkam met de Großer Feldberg in het midden
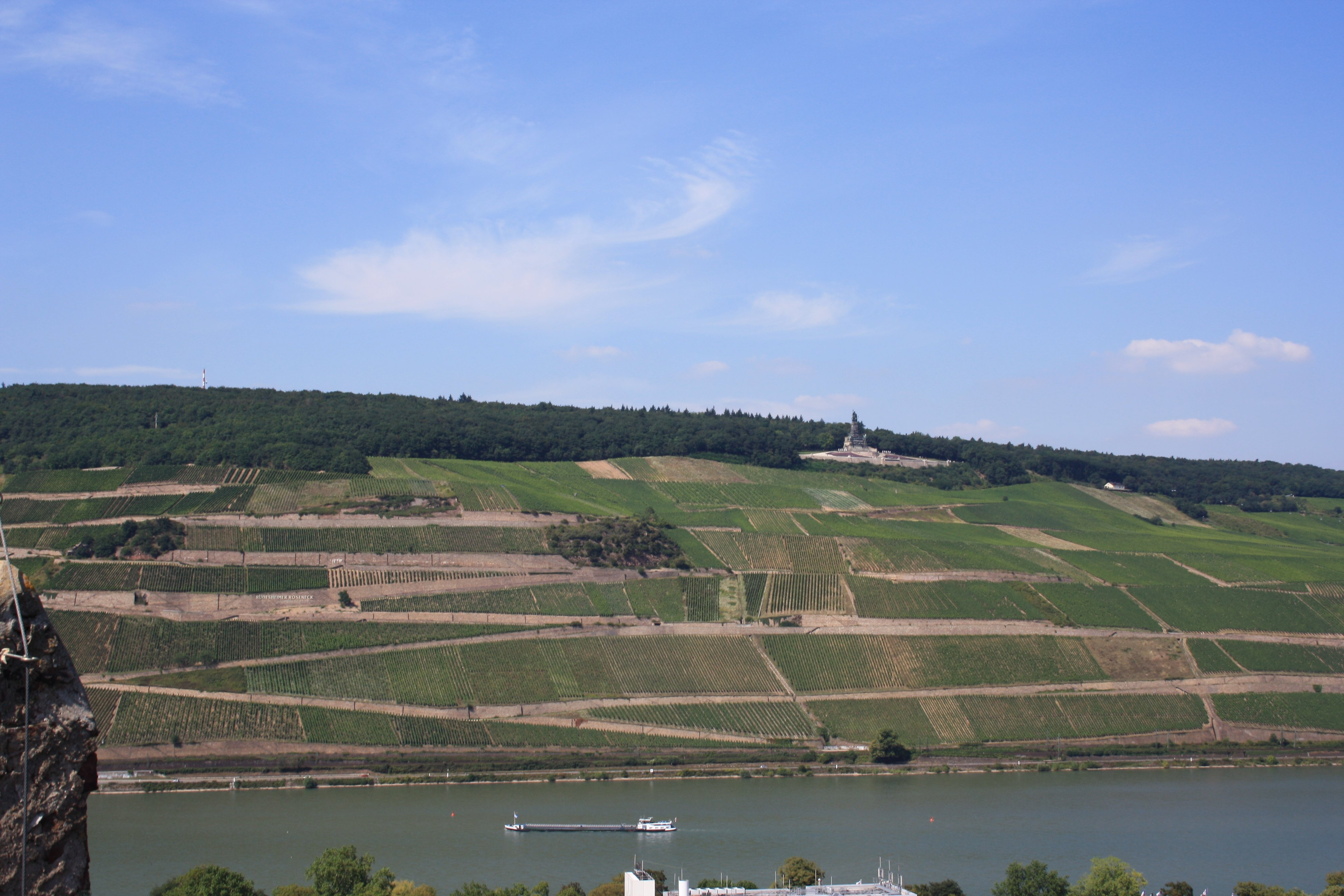
Westgrens van de Taunus: de Rijn bij Rudesheim met het Niederwalddenkmal

Ardennen ·
Eifel ·
Heuvelland Zuid-Limburg ·
Hoge Venen ·
Hunsrück ·
Kellerwald ·
Lahntal ·
Mittelrheingebiet ·
Moseltal ·
Rothaargebergte ·
Süderbergland ·
Taunus ·
Westerwald